# Pałacyk przy ul. Słowackiego 7 w Radomiu
Pałacyk przy ul. Słowackiego 7 w Radomiu – budynek z końca XIX w. położony w Radomiu przy ul. Słowackiego 7.
Budynek wpisany jest do gminnej ewidencji zabytków miasta Radomia. W latach 1945–1949 w obiekcie mieściła Wojskowa Komenda Uzupełnień w Radomiu. Obecnie w budynku znajduje się Wydział VIII Zamiejscowy w Radomiu Wojewódzkiego Sądu Administracyjnego w Warszawie. Wydział został uruchomiony w 2007, zaś poprzedził go remont budynku.